# Ligne de Carsac à Gourdon
La ligne de Carsac à Gourdon est une ligne ferroviaire à voie unique et écartement normal, longue de quinze kilomètres, qui reliait les gares de Carsac (Dordogne) et de Gourdon (Lot). 
Fermée à tout trafic depuis 1955, cette ligne est aujourd'hui déferrée mais figure toujours dans la nomenclature du réseau ferré national sous le no 630 000.

## Histoire
La ligne est déclarée d'utilité publique par une loi le 31 décembre 1875. Elle est concédée à titre définitif par l'État à la Compagnie du chemin de fer de Paris à Orléans par une convention signée entre le ministre des Travaux publics et la compagnie le 28 juin 1883. Cette convention est approuvée par une loi le 20 novembre suivant. La mise en service de la ligne par la compagnie du chemin de fer de Paris à Orléans intervient le 1er juillet 1902.
Après le transfert de propriété à la SNCF, son nouveau propriétaire supprime le trafic voyageurs sur toute la ligne le 1er juillet 1938, puis le trafic marchandises le 31 décembre 1940 sur la section de Groléjac à Gourdon. Cette dernière section est déclassée par une loi le 30 novembre 1941. Le 28 août 1955, la section de Carsac à Groléjac est fermé au trafic marchandises.

## La ligne aujourd'hui
Quelques gares désaffectées existent encore ainsi que quelques ouvrages d'art, notamment un viaduc traversant la Dordogne. Environ cinq cents mètres restent ferrés à la sortie de la gare de Gourdon pour servir de garage à des trains de chantier.
La section de Carsac à Groléjac a été transformée en voie verte. Elle se raccorde à la voie verte de Cazoulès à Sarlat.